# Brasserie Caulier (Péruwelz)
Brasserie Caulier (officieel: Brasserie et Distillerie Caulier) is een Belgische brouwerij in het Henegouwse Péruwelz, vooral bekend voor de Bon Secours-bieren.

## Historiek
Mijnwerker Charles Caulier begon in 1933 met de verdeling van bieren. In 1980 nam zijn kleinzoon Roger de leiding van de bierfirma in handen. Vanaf 1995 begon hij zelf te brouwen in een nieuwe brouwerij, opgezet met brouwinstallaties van Haacht en van de in 1992 gesloten lambiekbrouwerij De Neve uit Schepdaal. Het resultaat was Bon Secours, genoemd naar het bedevaartsoord Onze-Lieve-Vrouw van Goede Bijstand.
De brouwerij kreeg tevens het oude merk Caulier van de vroegere Brusselse brouwerij Caulier in handen. Naast de eigen merken produceerde de brouwerij ook voor De Struise Brouwers en een suikervrij bier voor de bierfirma Bien-Être Développement.
In 2007 werd het faillissement uitgesproken over de NV Brasserie Caulier. De activiteiten werden begin 2008 overgeheveld naar een bvba van de zonen van Roger Caulier, die vervolgens de naam Brasserie et Distillerie Caulier aannam. Het merk Caulier kwam echter in handen van de bierfirma Bien-Être Développement, dat hierop zijn naam wijzigde in Caulier Développement.
Na de heropstart creëerde de brouwerij het gelegenheidsbier Père Damien (2008), het bij volle maan gebrouwen abdijbier Abbaye de la Paix-Dieu (2010).

## Bieren
- Bon Secours
- Paix Dieu